# Tortula ruralis
 (septembre 2017).
Si vous disposez d'ouvrages ou d'articles de référence ou si vous connaissez des sites web de qualité traitant du thème abordé ici, merci de compléter l'article en donnant les références utiles à sa vérifiabilité et en les liant à la section « Notes et références ».
Espèce
Synonymes
- Barbula laevipila var. meridionalis Schimp.[2]
- Barbula laevipila (Brid.) Garov.[2]
- Barbula pagorum Milde[2]
- Barbula pilosa Bruch ex Venturi[2]
- Barbula ruraliformis Besch.[3]
- Syntrichia laevipila var. meridionalis (Schimp.) Jur.[2]
- Syntrichia laevipila Brid. (préféré par BioLib)[2]
- Syntrichia pagorum (Milde) J.J. Amann[2]
- Syntrichia ruraliformis (Besch.) Cardot[3]
- Syntrichia ruralis var. laevipila (Brid.) Spreng.[2]
- Syntrichia ruralis Barbula ruralis Hedw. (préféré par NCBI)[4]
- Tortula laevipila var. meridionalis (Schimp.) Wijk & Margad.[2]
- Tortula laevipila var. propagulifera Lindb.[2]
- Tortula laevipila (Brid.) Schwaegr.[2]
- Tortula longimucronata X.J. Li[3]
- Tortula ruraliformis (Besch.) Ingh.[3]
- Tortula ruralis[4]

Tortula ruralis, appelée aussi tortule des dunes ou mousse des dunes, est une espèce de Bryophytes. Elle est commune dans la dune en région tempérée à climat océanique. Elle présente des adaptations xérophytiques marquées en lien avec sa nature poïkilohydrique :
- capacité de reviviscence particulièrement développée.
- Sa forme déshydratée est légèrement enroulée sur l'axe de la tige, et son hydratation est extrêmement rapide (arrivée de la pluie) : sa vitesse est de l'ordre de la seconde[6]. « Lorsque la mousse reste continuellement hydratée pendant plusieurs jours, la tolérance à la dessiccation (en) a tendance à diminuer ("désendurcissement"). Au contraire, des périodes quotidiennes d'assèchement et de ré-hydratation induisent l'endurcissement, de telle sorte que la mousse peut tolérer un assèchement rapide jusqu'à une teneur en eau des tissus de 0,008 g/g poids sec−1[7] ».
- Le déroulement de l'axe lors de l'hydratation entraîne la projection de grains de sable sur le côté, ce qui permet d'éviter dans une certaine mesure l'ensablement local de l'individu, et assure une photosynthèse dans de meilleures conditions.

## Liste des sous-espèces et variétés
Selon BioLib (16 novembre 2018) :
- variété Syntrichia laevipila var. laevipilaeformis (De Not.) J.J. Amann

Selon Tropicos (16 novembre 2018) (Attention liste brute contenant possiblement des synonymes) :
- sous-espèce Tortula ruralis subsp. alaskana (Kindb.) Paris
- sous-espèce Tortula ruralis subsp. calcicola (J.J. Amann) Giacom.
- sous-espèce Tortula ruralis subsp. calcicolens (W.A. Kramer) Düll
- sous-espèce Tortula ruralis subsp. danica (M.T. Lange) C. Hartm.
- sous-espèce Tortula ruralis subsp. hirsuta (Venturi) W.A. Kramer
- sous-espèce Tortula ruralis subsp. norvegica (F. Weber) Dixon
- sous-espèce Tortula ruralis subsp. rubicundula (Kindb.) Paris
- sous-espèce Tortula ruralis subsp. ruraliformis (Besch.) Dixon
- sous-espèce Tortula ruralis subsp. ruralis
- sous-espèce Tortula ruralis subsp. spuria (J.J. Amann) Giacom.
- variété Tortula ruralis var. aciphylloides Podp.
- variété Tortula ruralis var. alpina Wahlenb.
- variété Tortula ruralis var. atricha Péterfi
- variété Tortula ruralis var. australis Mont.
- variété Tortula ruralis var. brevifolia Warnst.
- variété Tortula ruralis var. brevipila Warnst.
- variété Tortula ruralis var. calcicola (J.J. Amann) Barkman
- variété Tortula ruralis var. californica (Sull. ex Paris) Paris
- variété Tortula ruralis var. calva (Durieu & Sagot ex Schimp.) C. Hartm.
- variété Tortula ruralis var. crinita De Not.
- variété Tortula ruralis var. danica (M.T. Lange) M.T. Lange
- variété Tortula ruralis var. densa Velen.
- variété Tortula ruralis var. densiretis (Venturi) Paris
- variété Tortula ruralis var. epilosa (Venturi) Paris
- variété Tortula ruralis var. fulva Györffy
- variété Tortula ruralis var. gigantea (Lesq.) L.F. Koch
- variété Tortula ruralis var. gracilis C.E.O. Jensen
- variété Tortula ruralis var. gypsophila J.J. Amann ex G. Roth
- variété Tortula ruralis var. hirsuta (Venturi) Paris
- variété Tortula ruralis var. laevipila (Brid.) Hook. & Grev.
- variété Tortula ruralis var. montana De Not.
- variété Tortula ruralis var. planifolia Warnst.
- variété Tortula ruralis var. pontresinae (Geh. & Warnst.) Wijk & Margad.
- variété Tortula ruralis var. pseudoaciphylla H. Winter
- variété Tortula ruralis var. rufipila Herzog
- variété Tortula ruralis var. rupestris Wilson
- variété Tortula ruralis var. ruraliformis (Besch.) Röll
- variété Tortula ruralis var. ruralis
- variété Tortula ruralis var. spiralis Herzog
- variété Tortula ruralis var. subintermedia (Renauld & Cardot) Paris
- variété Tortula ruralis var. submamillosa W.A. Kramer
- variété Tortula ruralis var. substereidosa W.A. Kramer
- variété Tortula ruralis var. virescens De Not.